# Militantisme
« Militant » redirige ici. Pour les autres significations, voir Militant (homonymie).
Le militantisme est une forme d'engagement collectif à une cause de nature morale, religieuse, sociale, politique, associative ou syndicale, souvent en vue de protester contre ce qui est perçu comme une injustice.
Historiquement, ce terme militaire issu du latin fait référence aux membres de la milice du Christ, mais son usage au XXe siècle dérive pour décrire l'expression organisée d'une protestation d'un groupe social.

## Définition et origine
Le mot, tant en langue anglaise que française, est d'origine guerrière mais son utilisation a été très vite associée à la promotion de positions religieuses,. Le terme « militantisme » provient du latin militia qui désigne le service militaire, le métier de soldat. Le sens de « militant » et en français de la forme verbale « militer » ont évolué de façon analogue dans les deux langues. Ainsi, au XXe siècle, le Shorter English Dictionary donnait à militant le sens de «engaged in warfare » alors que le Dictionnaire historique de la langue française Robert renvoie « faire la guerre », pour ensuite glisser d’un côté vers «Combative : a militant church, the expenses of the militant presbyterian », et de l’autre à « qui combat, qui lutte dans un contexte religieux : église militante ».
Historiquement, l'usage du mot militant dans un sens moral et religieux se trouvait dans l'expression « Église militante », qui désignait les fidèles sur terre, par opposition à l'Église triomphante (au ciel), et à l'Église souffrante (au purgatoire),.
Au XIXe siècle le mot renvoie plus largement à la valeur de « qui a une attitude combative pour faire triompher une cause » et permet de qualifier d’autres causes que religieuses comme en témoigne l’expression « doctrine, politique militante » (vers 1835) puis l'usage le plus récent de « militant ouvrier, syndicaliste, chrétien » (avec référence à André Malraux, 1937, et Louis Aragon, 1934).
On le retrouve en 1944 dans son acception théologique sous la plume de François Mauriac : « Les militants de l’Action catholique, en 1944, sont appelés à vivre plus dangereusement : plus que jamais le royaume du ciel appartiendra aux violents (Mauriac, Bâillon dén., 1945, page 442) ».
Le sens courant actuel en rapport avec partis politiques et syndicats (« militant de base ») remonte aux années 1950. Le Robert continue à l’époque d’expliquer le mot militant par « qui combat, qui lutte », avec un premier sens religieux (église militante), puis un second sens « qui prône l’action directe, le combat », renvoyant à « actif », et un 3e sens substantivé « militant ouvrier, syndicaliste, chrétien, militant de base » ; tandis que le premier sens de militer est « constituer une raison, un argument, pour ou contre » et le deuxième sens seulement « agir, lutter, sans violence, pour ou contre ». Élisabeth Longuenesse note en 2018 que « l’encyclopédie collaborative en ligne Wikipédia associe l’article français « militantisme » à l’article anglais « activism », tandis que ni militancy, ni militant n’apparaissent dans la version anglaise du site ».

## Émergence du militantisme auXXesiècle
L'histoire de ce mot est à mettre en relation avec l'interprétation des comportements collectifs (en) et de l'action sociale,,,.
À la suite de l'émergence de mouvements sociaux dans les années 1960, une nouvelle compréhension du terme émerge comme étant l'expression d'une protestation démocratique, acceptable et rationnelle,,. L'histoire des révoltes à travers des mouvements de protestation organisés est cependant documentée depuis les révoltes d'esclaves sous la République romaine dès le Ier siècle av. J.-C. Le gladiateur romain Spartacus mène 6 000 esclaves à la révolte dans ce qui sera appelé la troisième guerre servile.
D'autres exemples de révoltes historiques sont souvent cités comme la révolte des paysans en Angleterre en 1381 contre l'impôt par tête. En 1930 Mahatma Gandhi mène la marche du sel, à laquelle participent des milliers de militants indiens pour protester contre les taxes du gouvernement britannique. 60 000 personnes sont alors emprisonnées, un mouvement social qui mène à terme à l'indépendance de l'Inde. Dans certaines régions de l'Asie, l'Afrique et l'Amérique du Sud, le recours aux mouvements sociaux sous l'influence de militants pour les droits civiques ou de révolutionnaires a œuvré en faveur de l'auto subsistance et l'indépendance nationale, voire dans certaines régions du monde des organisations collectives, communistes et socialistes. L'essor du militantisme a un fort impact sur les sociétés occidentales également, à travers des mouvements sociaux comme le mouvement ouvrier, le mouvement pour les droits des femmes et le mouvement pour les droits civiques.
Le « militantisme moral », aujourd'hui en plein essor, est fondé sur des solidarités hors de toute organisation ou idéologie politique. Cette forme de militantisme se concentre sur un sujet précis. Cela peut inclure des causes telles que l'antiracisme, l'humanitaire, la défense des droits de l'homme, la lutte des classes, le féminisme, la lutte contre le SIDA, la défense de l'environnement, du droit des consommateurs ou du développement durable, etc.

## Moyens employés
(janvier 2020).

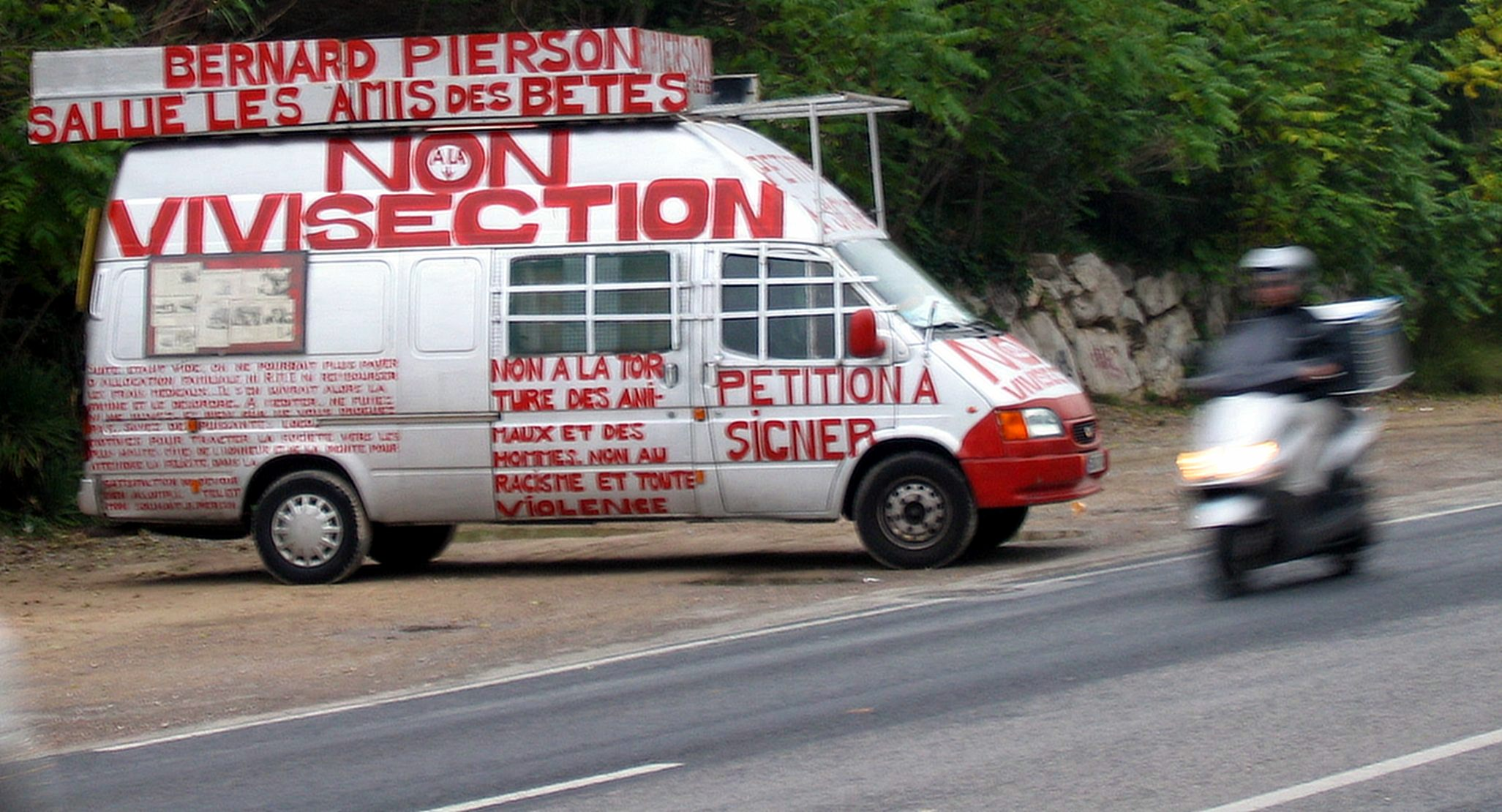
Un acte militant : ce camion anti-vivisection est régulièrement visible sur le bord des routes montpelliéraines.

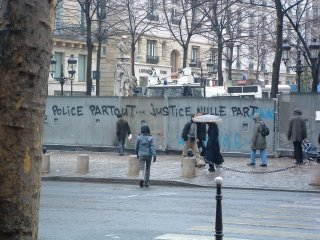
Bombage devant la Sorbonne dont l’accès était interdit par la police, mars 2006 (pendant le mouvement contre le CPE).

Le militantisme peut utiliser différents moyens pour faire entendre sa voix :
- La désobéissance civile, qui consiste à refuser d'obéir aux lois lorsqu’elles sont considérées comme non-légitimes. C'est une forme de résistance passive, comme l'insoumission, l'objection de conscience, l'action directe, le refus de payer des impôts (résistance fiscale)…
- Militantisme économique
  - Associations de consommateurs
  - Boycott
  - Barrages à l'importation
  - Vente directe sauvage
  - Commerce équitable
- Militantisme politique
  - Partis politiques
  - Identité politique
  - Activisme politique
  - Plaidoyer
- Militantisme médiatique
  - Hacktivisme
  - Utilisation du web
  - Pétition
  - Agitprop[17]
  - Média alternatif
- Propagande
  - Pamphlets, libelles
  - Affiches, stickers
  - Tracts
  - Graffitis, bombages (terme issu de bombe)
- Mouvements de non-violence : pacifisme
- Recours à la violence
  - Terrorisme
- Manifestation
  - Marche, rassemblement, sit-in
  - Barrage routier, barricade
- Militantisme étudiant
  - Syndicat étudiant
- Actions culturelles
  - Théâtre de rue
  - Chansons engagées
  - Littérature engagée
- Militantisme dans l'entreprise
  - Syndicalisme
  - Grève
  - Grève du zèle
  - Grève perlée
  - Piquet de grève